# Laudate Deum
Louez Dieu
Laudate Deum (en français : « Louez Dieu ») est l'exhortation apostolique du pape François publiée le 4 octobre 2023 et qui s'inscrit dans la suite de l'encyclique Laudato si', consacrée aux questions environnementales et sociales.
Il s'agit de la sixième exhortation du pape François.
L'exhortation est publiée le jour de la fête de saint François d'Assise qui clôt le Temps de la Création chez les chrétiens. Tout comme les encycliques Laudato si’ et Fratelli tutti, elle est adressée « à toutes les personnes de bonne volonté ». Elle porte plus particulièrement « sur la crise climatique ».
L'incipit Laudate Deum désignait déjà une lettre apostolique donnée par le pape Jean-Paul II le 22 octobre 1989 pour la béatification des Martyrs de Songkhon

## Contexte
Le texte est publié à quelques semaines de l'ouverture de la Conférence de Dubaï de 2023 sur les changements climatiques (COP 28), le 30 novembre 2023. Très inquiet par la tournure que prend le changement climatique sous l'effet de l'avancée du paradigme technocratique « qui s’alimente lui-même de façon monstrueuse », et préoccupé par le peu d'efficacité des politiques internationales qu'il qualifie de « vieille diplomatie », le pape exhorte les dirigeants à prendre leurs responsabilités : « on ne peut qu’attendre des formes contraignantes de transition énergétique qui présentent trois caractéristiques : efficaces, contraignantes et facilement contrôlables » (LD 59).

## Contenu de l'exhortation apostolique
Le pape écrit : « "Louez Dieu" est le nom de cette lettre. Parce qu’un être humain qui prétend prendre la place de Dieu devient le pire danger pour lui-même. » ». Le pape explique ainsi le choix du titre de sa lettre Laudate Deum qu'il adresse « À toutes les personnes de bonne volonté sur la crise climatique ».
Il s'agit d'un texte assez court (73 paragraphes), développant avec pédagogie son message, en s’appuyant sur les têtes de chapitre reprises ci-dessous, ainsi que sur 44 références à des textes de l'Église et de scientifiques sur le climat,.

### Introduction
Le texte débute par une invitation du pape à « Louez Dieu pour toutes ses créatures ».
Le pape indique qu'il a écrit cette lettre huit ans après son encyclique Laudato si’ et qu'il s'agit de prendre en compte les évolutions ayant eu lieu depuis, de partager ses préoccupations (écologiques et sociales) sur la « Maison commune » : « nos réactions sont insuffisantes alors que le monde qui nous accueille s’effrite et s’approche peut-être d’un point de rupture. Quoi qu’il en soit de cette éventualité, il ne fait aucun doute que l’impact du changement climatique sera de plus en plus préjudiciable à la vie et aux familles de nombreuses personnes (...) la situation est en train de devenir encore plus urgente. » Inversant les faits, les plus pauvres peuvent être accusés d'être les fautifs : en réalité, ils sont seulement les plus exposés,,.

### 1 - La crise climatique globale
Le changement climatique est bien réel : chaleurs et accélération inhabituelles du réchauffement, sécheresses, pluies diluviennes, inondations, rétrécissement de la banquise, modification des flux océaniques, augmentation de l'acidité des mers, diminution de leur teneur en oxygène, sous l'effet de l’augmentation des émissions de gaz à effet de serre,,... De plus, « En matière de climat, certains facteurs perdurent longtemps, indépendamment des faits qui les ont déclenchés. C’est pourquoi nous ne pouvons plus arrêter les énormes dégâts que nous avons causés. Nous avons juste le temps d’éviter des dégâts encore plus dramatiques, ».

Le pape remet donc vigoureusement en cause les climatosceptiques (y compris dans l'Église catholique), ce qui est particulièrement pointé dans de nombreux articles, ainsi que le manque d'intérêt des « grandes puissances économiques, soucieuses du plus grand profit au moindre coût et dans les plus brefs délais possibles. » Et pourtant les causes de la crise sont d'origine humaine car mises en évidence par les évolutions de la concentration en gaz à effet de serre dans l'atmosphère depuis le développement industriel,,,,,.

### 2 - Davantage de paradigme technocratique
Dans cette section, le pape dénonce vigoureusement  l’importance croissante du paradigme technocratique,,.
Le pape rappelle la brève explication qu'il a faite dans Laudato si' du paradigme technocratique qui se trouve derrière le processus actuel de dégradation de l’environnement. Il consiste à penser « comme si la réalité, le bien et la vérité surgissaient spontanément du pouvoir technologique et économique lui-même ». En conséquence logique, « on en vient facilement à l’idée d’une croissance infinie ou illimitée, qui a enthousiasmé beaucoup d’économistes, de financiers et de technologues ».
François regrette qu'au cours des dernières années, on ait assisté à une nouvelle avancée du paradigme en question : l’intelligence artificielle et les dernières innovations technologiques partent de l’idée d’un être humain sans aucune limite, dont les capacités et les possibilités pourraient être étendues à l’infini grâce à la technologie. Le paradigme technocratique s’alimente ainsi lui-même de façon monstrueuse.
Les ressources naturelles nécessaires à la technologie, comme le lithium, le silicium et bien d’autres, ne sont certes pas illimitées, mais le plus grand problème est l’idéologie qui sous-tend une obsession : accroître au-delà de l’imaginable le pouvoir de l’homme, face auquel la réalité non humaine est une simple ressource à son service.
Le pape appelle donc à repenser notre usage du pouvoir.
Contrairement à ce paradigme technocratique, il affirme que le monde qui nous entoure n’est pas un objet d’exploitation, d’utilisation débridée, d’ambitions illimitées. Nous ne pouvons même pas dire que la nature serait un simple « cadre » où nous développerions nos vies et nos projets, car « nous sommes inclus en elle, nous en sommes une partie, et nous sommes enchevêtrés avec elle », de sorte que « le monde ne se contemple pas de l’extérieur mais de l’intérieur ».
Le pape affirme que « cette situation ne relève pas seulement de la physique ou de la biologie, mais aussi de l’économie et de notre façon de la penser. La logique du profit maximum au moindre coût, déguisée en rationalité, en progrès et en promesses illusoires, rend impossible tout souci sincère de la Maison commune et toute préoccupation pour la promotion des laissés-pour-compte de la société ».

### 3 - La faiblesse de la politique internationale
Le pape réserve toute une partie de son texte à la faiblesse de la politique internationale concernant la crise climatique et propose de développer un « multilatéralisme « d’en bas » et pas seulement décidé par les élites du pouvoir. « Les revendications qui émergent d’en bas partout dans le monde, où les militants des pays les plus divers s’entraident et s’accompagnent, peuvent finir par exercer une pression sur les facteurs de pouvoir. On peut espérer qu’il en sera ainsi concernant la crise climatique. C’est pourquoi je répète que « si les citoyens ne contrôlent pas le pouvoir politique – national, régional et municipal – un contrôle des dommages sur l’environnement n’est pas possible non plus (...) Tout cela suppose l’initiation d’un nouveau processus de prise de décisions et de légitimation de celles-ci, car ce qui a été mis en place il y a plusieurs décennies n’est pas suffisant et ne semble pas efficace. »,,. »

### 4 - Les Conférences sur le climat: progrès et échecs
Le pape fait un bilan détaillé des progrès et échecs des conférences pour le climat depuis celle de Rio en 1992. Il conclut que les accords obtenus (notamment à Rio, Kyoto en 1997 et Paris en 2015) ont été peu mis en œuvre faute de dispositifs de contrôle, de suivi, et de sanction en cas de non-respect,.

### 5 - Que peut-on espérer de la COP 28 de Dubaï?
La lettre du pape arrive quelques semaines avant la tenue de la COP 28 à Dubaï, une ville qui appartient à un des premiers pays producteurs de pétrole au monde et alors que de nouveaux projets de production d'énergie fossile progressent. Le pape veut espérer malgré tout, car « Dire qu’il n’y a rien à espérer serait un acte suicidaire qui conduirait à exposer toute l’humanité, en particulier les plus pauvres, aux pires impacts du changement climatique. »  Le pape pose un objectif clair : « la transition nécessaire vers les énergies propres comme les énergies éolienne et solaire, en abandonnant les combustibles fossiles ». 
Cependant, le pape affirme que « chercher seulement un remède technique à chaque problème environnemental qui surgit, c’est isoler des choses qui sont entrelacées dans la réalité, et c’est se cacher les vraies et plus profondes questions du système mondial »,,. 

« Pour le pape, le doute n’est pas permis : il faut agir. Sans délai. »

« Si l’on veut sincèrement que la COP 28 soit historique, qu’elle nous honore et nous ennoblisse en tant qu’êtres humains, on ne peut qu’attendre des formes contraignantes de transition énergétique qui présentent trois caractéristiques : efficaces, contraignantes et facilement contrôlables ; cela pour parvenir à initier un nouveau processus radical, intense et qui compte sur l’engagement de tous.(...) Aux puissants, j’ose répéter cette question : « Pourquoi veut-on préserver aujourd’hui un pouvoir qui laissera le souvenir de son incapacité à intervenir lorsqu’il était urgent et nécessaire de le faire ? », »

### 6 - Les motivations spirituelles
Pour le pape, « la vision judéo-chrétienne du cosmos défend la valeur particulière et centrale de l’être humain au milieu du concert merveilleux de tous les êtres, mais aujourd’hui nous sommes obligés de reconnaître que seul un « anthropocentrisme situé » est possible », autrement dit : « nous et tous les êtres de l’univers, sommes unis par des liens invisibles, et formons une sorte de famille universelle, une communion sublime qui nous pousse à un respect sacré, tendre et humble ».
Il met fin à l'idée d'un « être humain autonome, tout-puissant et illimité ». Il pense que nous devons « nous comprendre d'une manière plus humble et plus riche ».
Le pape invite chacun à « accompagner ce chemin de réconciliation avec le monde qui nous accueille » mais pense que « les solutions les plus efficaces ne viendront pas seulement d’efforts individuels, mais avant tout des grandes décisions de politique nationale et internationale ».
Il conclut par « Louez Dieu », rappelant qu'« un être humain qui prétend prendre la place de Dieu devient le pire danger pour lui-même ».

## Réception
Cécile Duflot estime que le texte est « extrêmement politique, moins spirituel et conceptuel que ne l’était Laudato si’ », qui « s’adresse aux responsables » et exprime « une forme d’agacement, une dureté contre les hommes de pouvoir ». Benoît Halgand va dans le même sens, en affirmant que le pape « souligne bien l’insuffisance des écogestes et de l’action individuelle. Le pape précise néanmoins que la transformation personnelle est nécessaire » et « critique l’inaction des puissants de ce monde, qui s’accommodent de leurs privilèges ». Christophe Béchu affirme que « les mots du souverain pontife sont forts et sans ambiguïté […] un pamphlet contre les sceptiques » tandis que Marine Tondelier note que « le pape est beaucoup plus lucide que nombre de personnalités politiques ».
La théologienne Celia Deane-Drummond va plus loin et évoque une exaspération du pape, qui lance « une dernière tentative pour secouer les gens […] face à la tiédeur de la réponse mondiale ». Christiana Figueres, ancienne secrétaire de la Convention-cadre des Nations unies sur les changements climatiques, salue l'initiative pontificale qui « rappelle d'utiliser les trois langages humains qu'il a identifiés — la tête, le cœur et les mains — pour protéger la nature et les membres les plus vulnérables de nos sociétés ».
Le climatologue Jean Jouzel estime que la date de publication de cette exhortation ne doit rien au hasard, mais se veut une interpellation des responsables politiques et économiques à quelques semaines de la COP 28. En effet, Jean Jouzel craint qu'il y soit « beaucoup question de technologies, de solutions de captation ou de stockage du CO2 et de géoingénierie, […] solutions avancées par les grandes puissances pétrolières et gazières pour éviter d’avoir à remettre en cause leur business model ». Il relève que cette croyance en la technologie est qualifiée par François de « pragmatisme homicide ». Cette analyse rejoint celle de Marine Tondelier, pour qui « de nombreux politiques nous font croire que l’on peut s’en remettre aveuglément au progrès et à la technique pour continuer à vivre comme avant, […] mirages dangereux car ils servent de prétexte pour ne rien changer ».
Benoît Halgand pointe que François « dénonce explicitement les insuffisances de la politique telle qu’elle est vécue aujourd’hui [et] pointe le besoin d’une mobilisation de la société civile et du rapport de force ». Pour Cécile Duflot, « le pape occupe une place vacante, celle d’un leadership planétaire » ; dans la même veine, le journaliste et militant américain Bill McKibben affirme que « Le travail des chefs spirituels du monde entier est peut-être notre meilleure chance de faire bouger les choses […] nous avons besoin de ce leadership ». Le primat de l'Église anglicane Justin Welby va plus loin en affirmant que « Laudate Deum arrive à un moment de défi unique pour l'ensemble de l'humanité. Comme dans l'Ancien Testament, Dieu nous propose un choix et nous dit : « Choisissez la vie ». Laudate Deum choisit la vie ».
Enfin, pour le quotidien Libération, le positionnement du pape « fâche les droites religieuses américaine et européenne ».